# پرزبان زیرنوک‌روشن
پرزبان زیرنوک‌روشن(نام علمی: Pteroglossus erythropygius) نام یک گونه از سرده پرزبان است.